# فولر (کالیفرنیا)
فولر (به انگلیسی: Fowler) شهری در شهرستان فرسنو ایالت کالیفرنیا است که در سرشماری سال ۲۰۱۰ میلادی، ۵۵۷۰ نفر جمعیت داشته است.